# Archaeoglobus
Thermoplasma és un gènere d'arqueus hipertermòfils, anaeròbics que utilitza el sofre elemental com acceptor d'electrons. Inclou diverses espècies com Archaeoglobus fulgidus, Archaeoglobus lithotrophicus o Archaeoglobus profundus. Media:http://www.ncbi.nlm.nih.gov/Taxonomy/Browser/wwwtax.cgi
Thermoplasma viu en fonts hidrotermals submarines resistint temperatures d'entre 63 i 92 °C, i acoblant l'oxidació de diversos substrats (hidrogen, glucosa, lactat…) a la reducció del sulfat a sulfur. Malgrat aquest metabolisme anaeròbic del sofre, comparteix certes característiques metabòliques amb els metanògens, de fet, el seu creixement produeix petites quantitats de metà.